# 茲拉特納帕內加河
43°7′39″N 24°8′39″E / 43.12750°N 24.14417°E

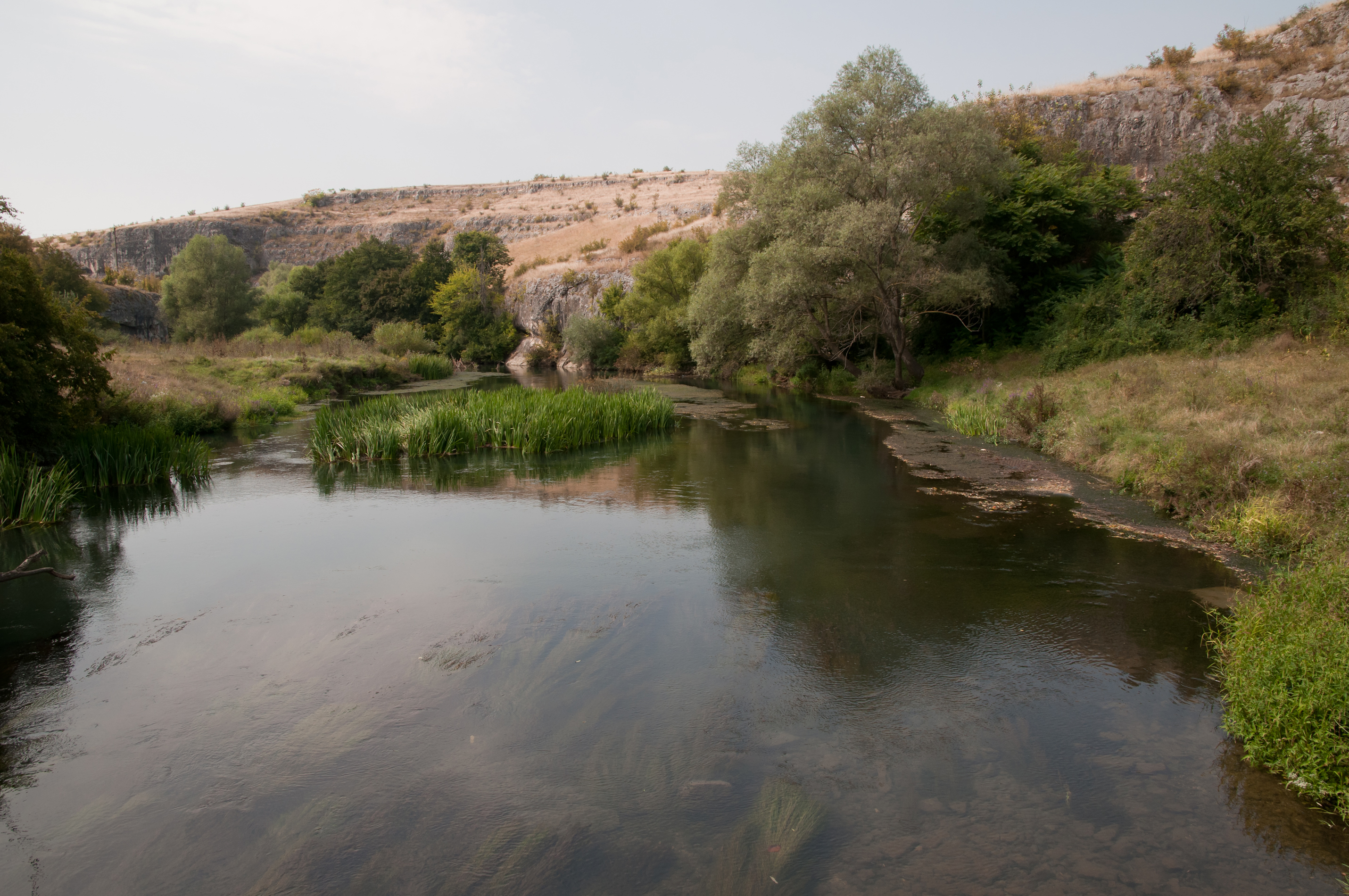

茲拉特納帕內加河是保加利亞的河流，位於該國中北部，屬於伊斯克爾河的右支流，河道全長50公里，集水區面積350平方公里，最終在切爾文布里亞格附近注入伊斯克爾河。